# 히케타

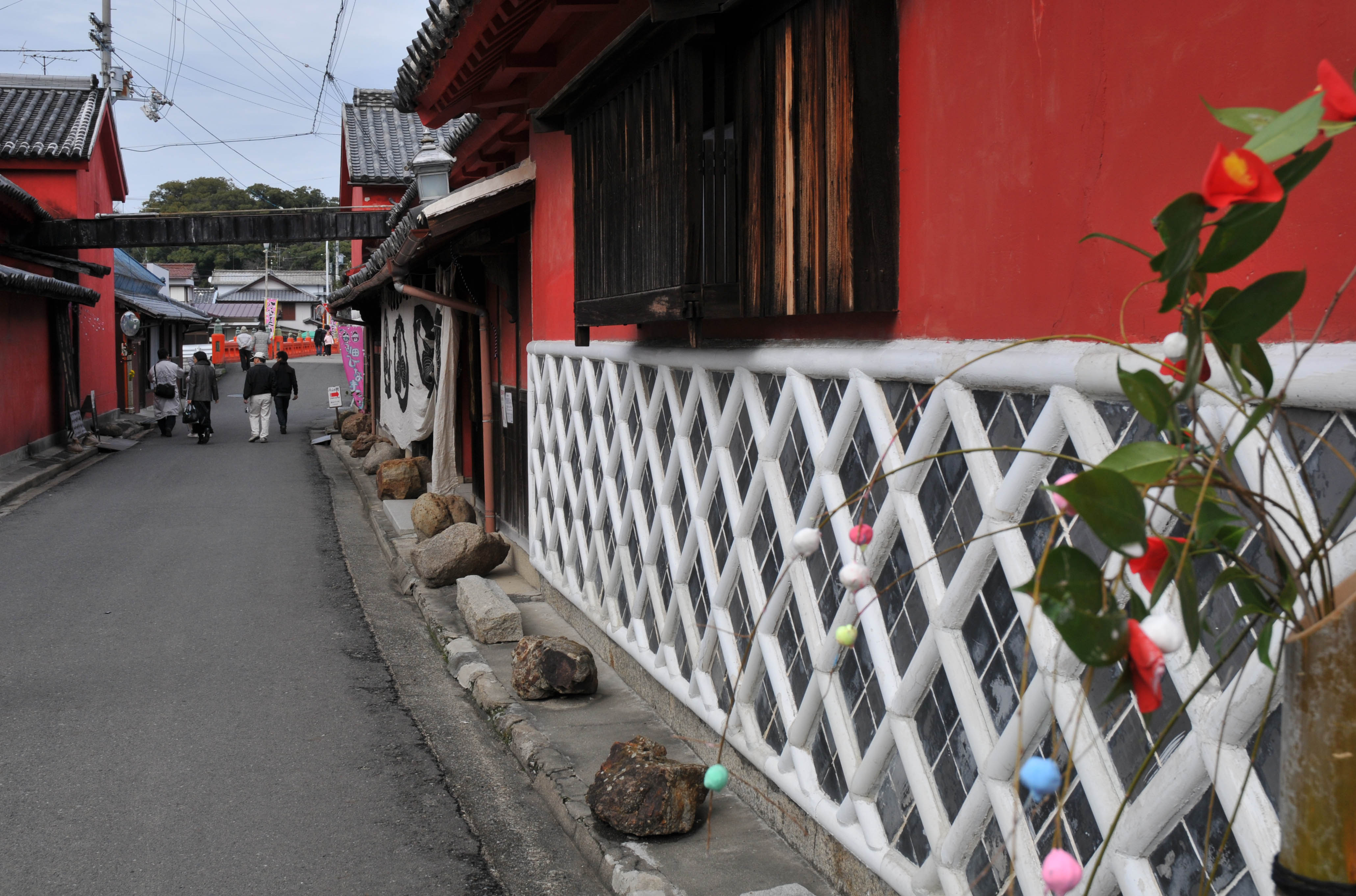
히케타

히케타(일본어: 引田 히케타[*])는 일본 가가와현 히가시카가와시에 있는 마을이다.